# Liceo Tommaso Gulli
El Liceo Tommaso Gulli es una escuela secundaria especializada en enseñar materias humanísticas, lingüísticas y artísticas. Se encuentra en la Ciudad de Regio de Calabria, en el estado italiano. Su dirección es Corso Vittorio Emanuele III, entre 69 y Via II Settembre.
La escuela es estatal, por tanto, del Ministerio de Educación, Universidad e Investigación (MIUR). La escuela pretende formar a los alumnos para una carrera de humanidades, políglota o musical (artística).
Informalmente denominado como Liceo Tommaso Gulli, Liceo statale Tommaso Gulli, Liceo Gullì, o raramente Liceo delle Scienze Umane e Linguistico Tommaso Gulli, el centro es uno de los primeros a nivel nacional y continental en cuanto a métodos de enseñanza y criterios de evaluación adoptados. Se inscribe en la Reforma Gelmini de la República Italiana.
En 2018-2019, la escuela tenía una matrícula de 1.246 estudiantes y 102 miembros de personal.

## Historia
El Instituto, fundado tras el terremoto de 1908 por el ingeniero Zerbi en un importante edificio Art Nouveau "De Blasio", fue inicialmente un internado privado exclusivo para mujeres, que pretendía formar a las alumnas para que se convirtieran en profesoras. En 1923, se convirtió en - Istituto Magistrale -. En 2010 pasó a llamarse Liceo según el decreto ministerial m.17 del 22 de septiembre.
Desde 1998, la escuela tiene varias sedes debido al gran número de estudiantes.

## Currículum académico
El alumnado en Tommaso Gulli pasan un año entero dividido en dos cuatrimestres. Cada estudiante elige desde el primer año el curso de estudio. Para todos los estudiantes hasta el tercer año el estudio del latín es obligatorio, en cambio en las humanidades es obligatorio durante cinco años.
Muchos graduados de Gulli continúan sus estudios en universidades o conservatorios después de su graduación.